# Glechoma biondiana
Glechoma biondiana là một loài thực vật có hoa trong họ Hoa môi. Loài này được Friedrich Ludwig Emil Diels mô tả khoa học đầu tiên năm 1905 dưới danh pháp Dracocephalum biondianum. Năm 1974 Cheng Yih Wu và Chieh Chen chuyển nó sang chi Glechoma.

## Các chủng, thứ
- Glechoma biondiana var. angustituba C.Y.Wu & C.Chen, 1974
- Glechoma biondiana var. biondiana
- Glechoma biondiana var. glabrescens C.Y.Wu & C.Chen, 1974